# Muzeum a památník 26 mučedníků
Muzeum a památník 26 japonských mučedníků je areál tří budov ve městě Nagasaki v Japonsku, postavený a otevřený roku 1962 na památku stého výročí svatořečení japonských katolických misionářů, kteří zde byli v roce 1579 umučeni. S nimi je oslaveno také 55 dalších křesťanských mučedníků z roku 1637. 
Areál tvoří památník, muzeum a kostel.

## Památník
Jednoduchá obdélná stavba má z vnějšku na čelné stěně vsazeno 26 bronzových reliéfů postav japonských křesťanů, ukřižovaných roku 1597 v Nagasaki které vytvořil japonský sochař Jasutake Funakoši (1912–2002). K památníku přiléhá budova muzea s expozicí o historii šíření křesťanství v Japonsku, počínaje rokem 1549 v přibližně trojúhelném územím ostrova Honšú, který byl jako první evangelizován španělskými misionáři v této chronologii:
První křesťanské misie z let 1544–1637
- 1549 – příjezd Františka Xaverského do Japonska
- 1550 – František Xaverský přistál v Hiradu
- 1560 – František Xaverský evangelizuje města Jokoseura, Šimabara a Gotó
- 1571 – otevření přístavu v Nagasaki
- 1576 – v Kjótu postaven kostel Nanbanji
- 1582 – čtyři mladí japonští křesťané vysláni na školení do Evropy (vrátili se roku 1590)
- 1587 – Hidejoši Tojotomi zakázal křesťanství, dal zbořit kostely v Kjótu a v Ósace.
- 1597 – 26 japonských mučedníků bylo ukřižováno v Nagasaki (prohlášeni za svaté v roce 1862)
- 1614 – vláda Edo zakazuje křesťanství
- 1637 – povstání křesťanů v Šimabaře (37 000 zemřelo)
- 1644 – poslední kněz Mancio Koniši zemřel jako mučedník

Církev skrytá (1637–cca 1875)
Období nazývané japonsky kirišitan nebo kakure kirišitan
- 1653 – založena Společnost cizích misionářů pro evangelizaci Dálného východu
- 1797 – zahájena emigrace ze Sotome do Gota
- 1859 – v období Ansei se podařilo uzavřít japonsko-americkou smlouvou o otevření přístavu Nagasaki cizozemským lodím
- 1864 – bratři Petitjean, Faure a další dostavěli katedrálu v Óura, jediný křesťanský kostel samostatně zapsaný v japonském seznamu Světového dědictví UNESCO
- 1865 – bratr Petitjean se po 250 letech útlaku setkal s křesťany v Nagasaki
- 1867 – „Pád čtvrtého bloku“ ve čtvrti Urakami v Nagasaki, bylo odtud vyhnáno 3384 křesťanů
- 1868 – Bratr De Rotz přijel do Japonska
- 1873 – zrušeny výstražné tabule se zákazem křesťanství

Obnova křesťanské církve (od 1875)
- Třetí období se vyznačovalo obnovením křesťanských chrámů a tradic a trvá až do současnosti.

## Muzeum
Muzeum vystavuje část z bohatých sbírek písemných a výtvarných dokumentů k historii křesťanství v Japonsku, mimo jiné originály dopisů Františka Xaverského, první křesťanské tisky v japonštině, japonské obrazy mučednických scén nebo kuriózní japonské sošky Panny Marie s dítětem. Muzeum také spravuje archiv.

## Kostel svatého Filipa od Ježíše
Projekt římskokatolického chrámu vytvořil japonský architekt Kendži Imai (1895–1987), který roku 1948 konvertoval ke katolické víře. Moderní stavba byla dokončena roku 1962, je inspirována věžemi Gaudího katedrály v Barceloně. 
Filip od Ježíše, O.F.M. (španělsky Felipe de Jesús) byl původem mexický františkán, jeden z 26 mučedníků, ukřižovaných roku 1597 v Nagasaki. Kostel mu byl zasvěcen proto, že při popularizaci jmen 26 mučedníků se v minulosti na něj neprávem zapomínalo. Muzeum a památník roku 1981 navštívil papež Jan Pavel II. Od roku 2002 se v kostele konají pravidelně bohoslužby. 24. listopadu 2019 památník a kostel navštívil papež František, ale mši vzhledem k velkému počtu účastníků sloužil na stadionu.

## Galerie

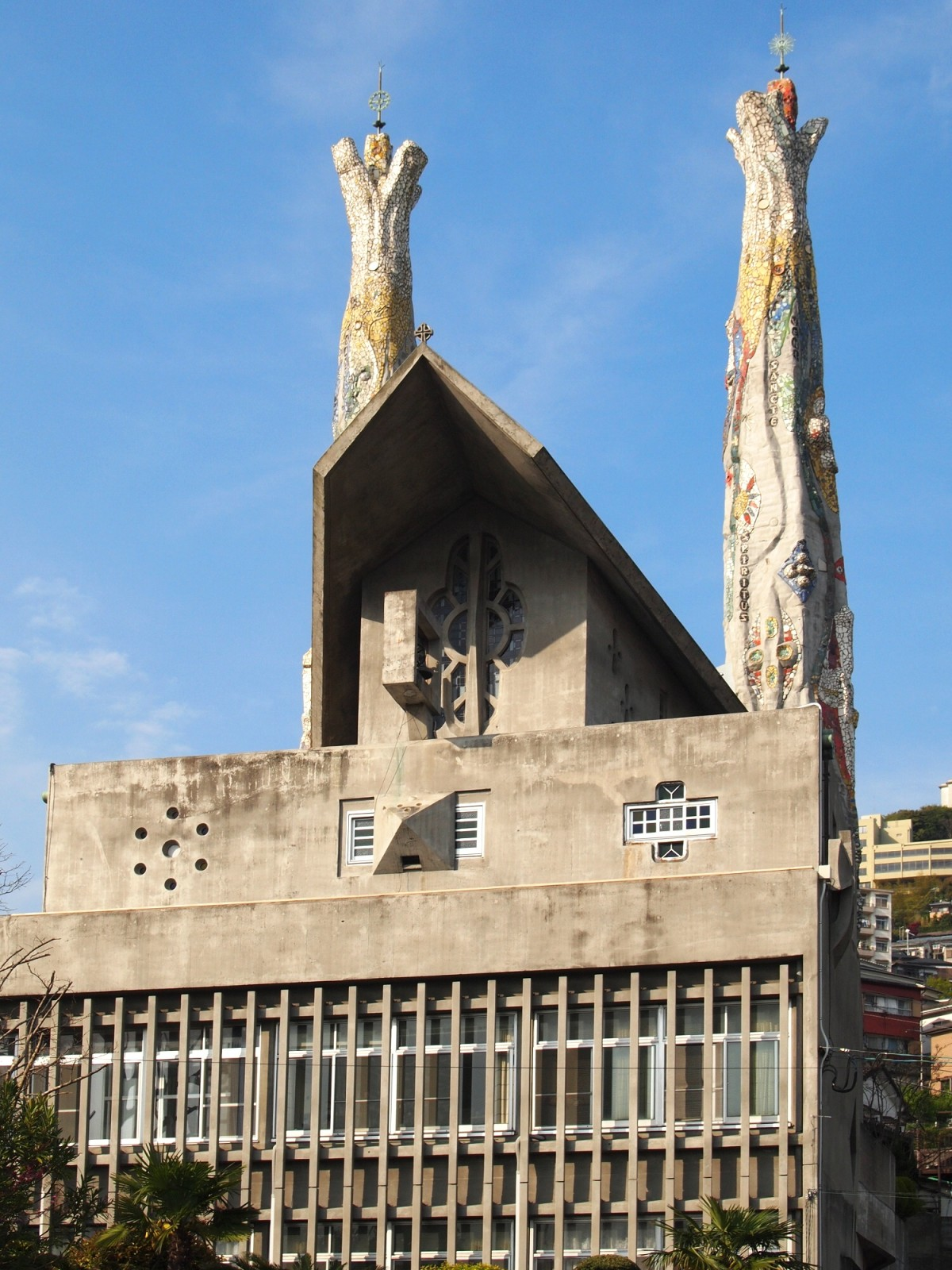
Kostel v roce 2011
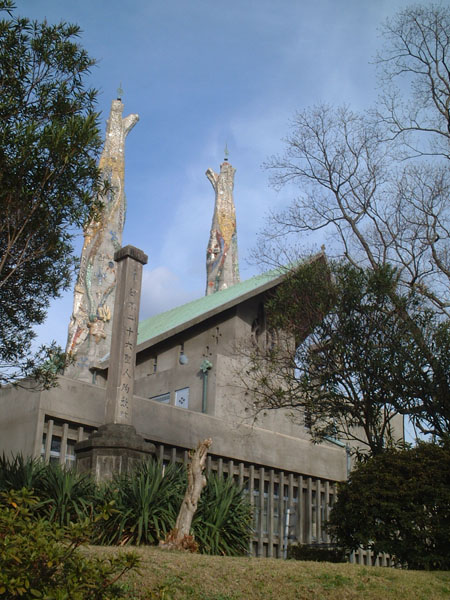
Zadní fasáda
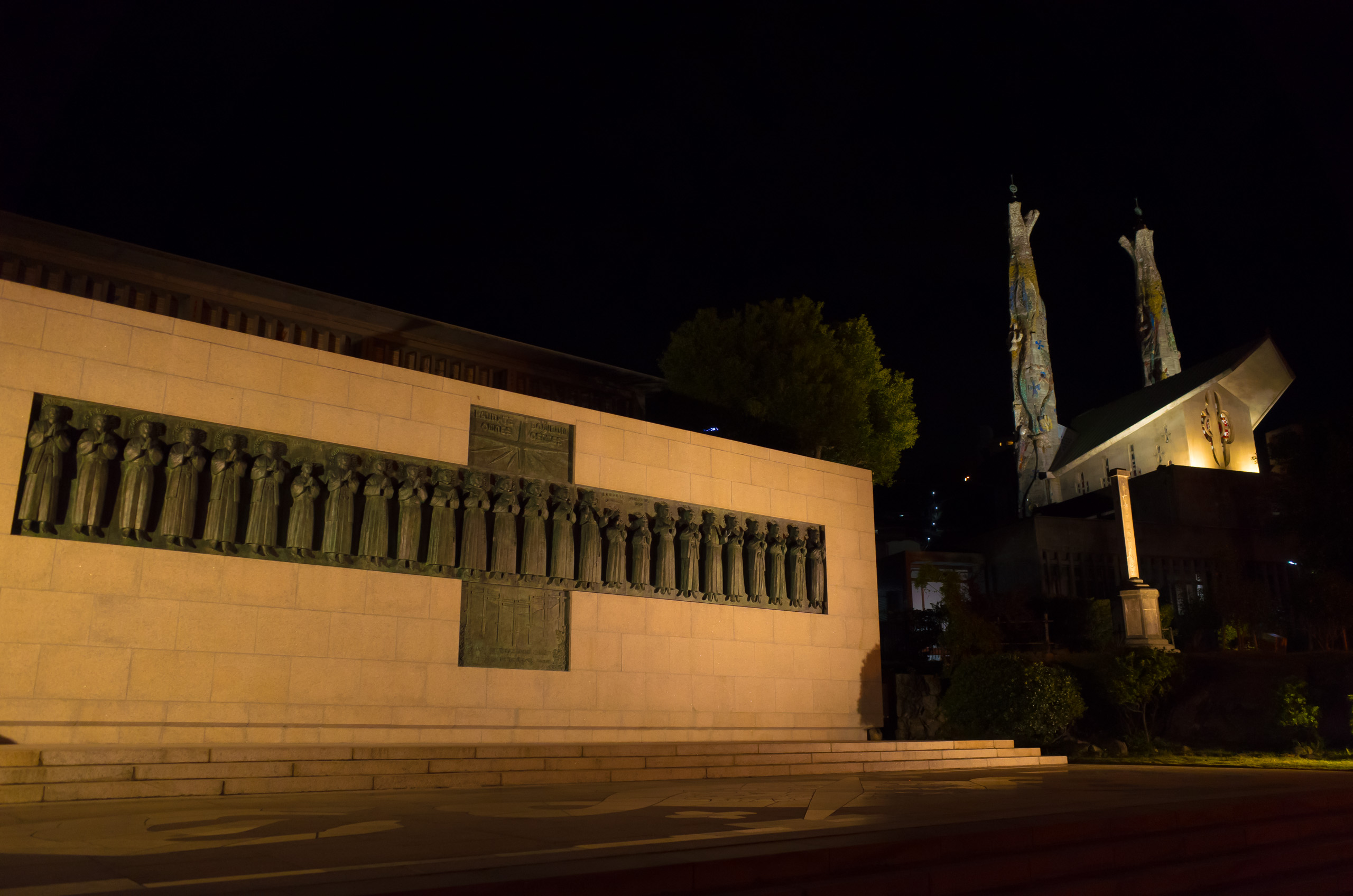
Památník
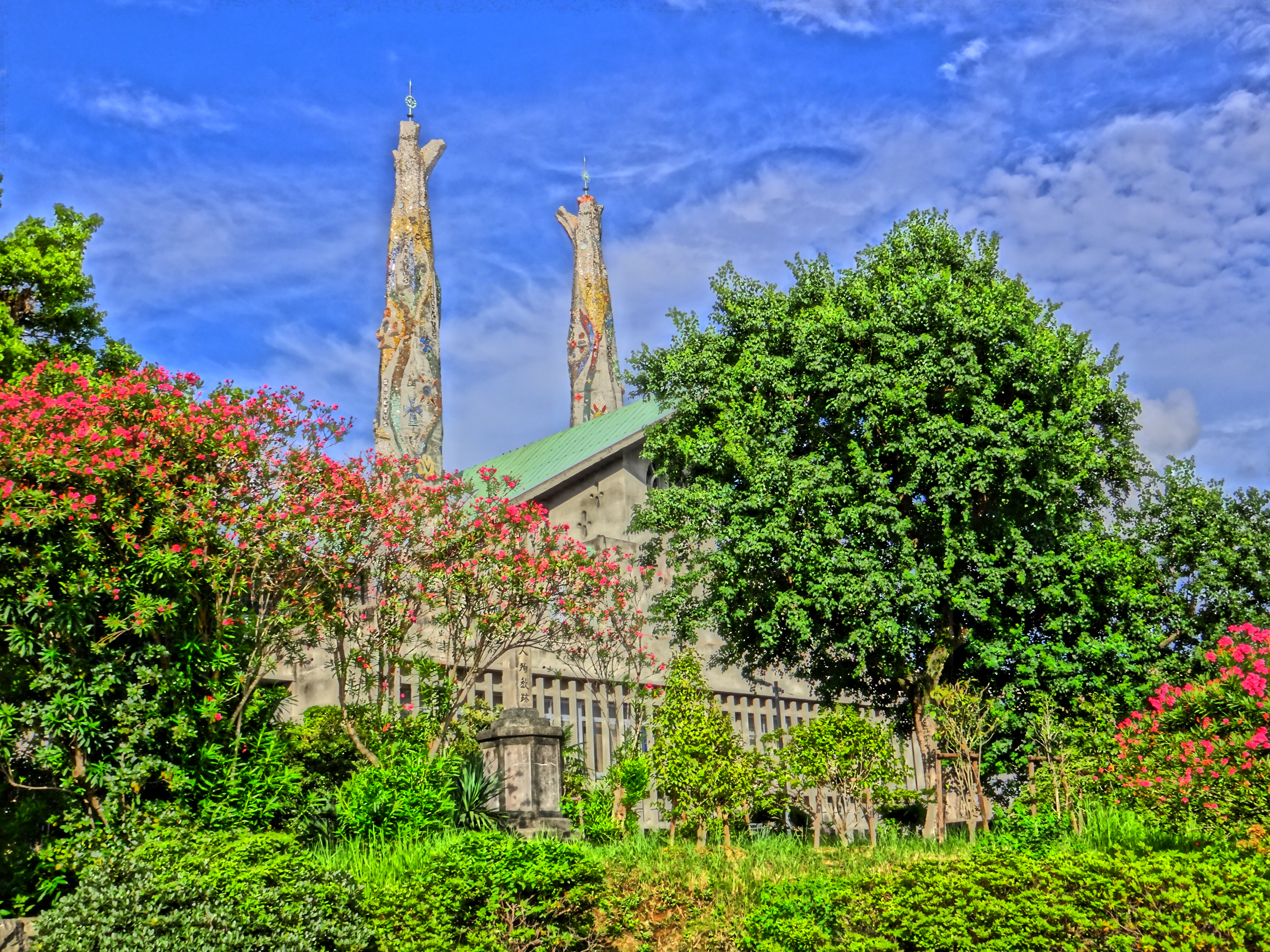
Park
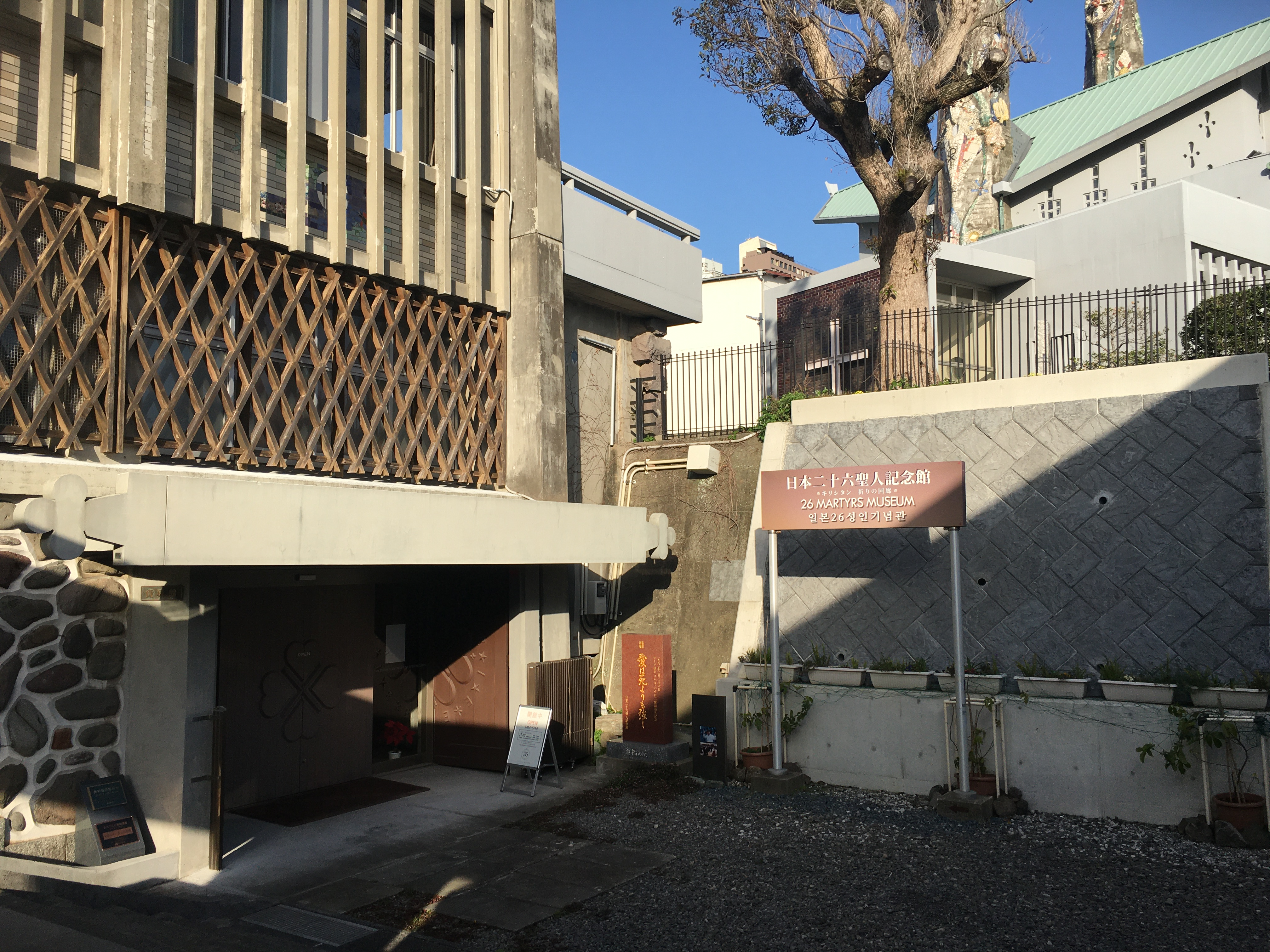
Vchod do muzea
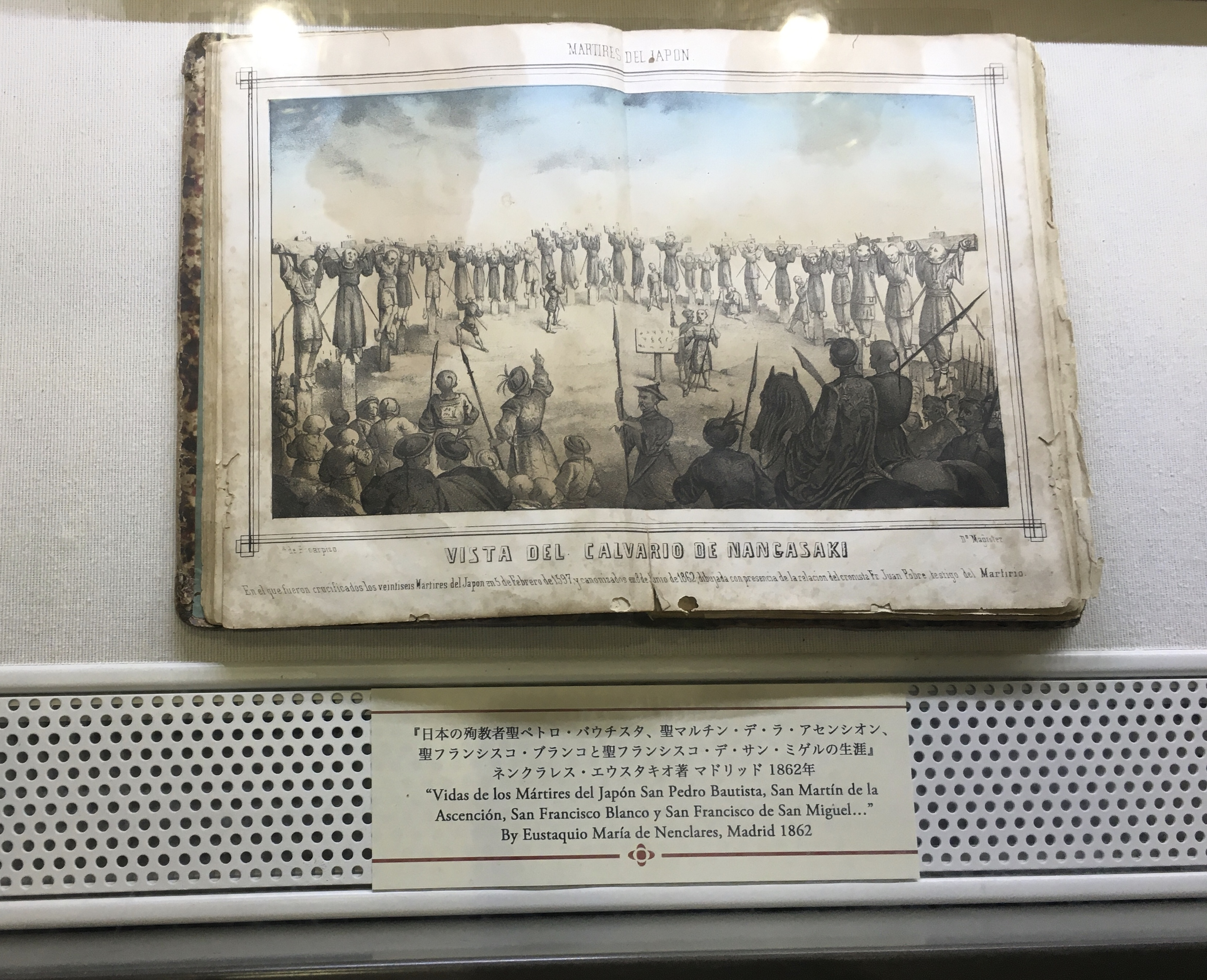
Ilustrace knihy